# Georg Heinrich Thöl
Georg Heinrich Thöl (* 10. Januar 1845 in Rostock; † 28. Mai 1909 in Leipzig) war ein deutscher Reichsgerichtsrat.

## Leben
Er war der ältere Sohn des Handelsrechtlers Johann Heinrich Thöl. 1867 wurde er auf den preußischen Landesherrn vereidigt. 1874 wurde er Amtsrichter und 1876 Obergerichtsassessor. 1879 ernannte man ihn zum Landrichter, 1888 zum Landgerichtsrat. 1892 wurde er vom Landgerichtsrat in Göttingen zum Oberlandesgerichtsrat in Celle befördert. 1901 kam er an das Reichsgericht. Er war im II. Strafsenat tätig. Er verstarb im Amt. Er war als Sammer von Kupferstichen und Antiquitäten bekannt.  Sein Nachlass wurde im Dezember 1909 bei Rudolph Lepke in Berlin versteigert.